# Karłowice (stacja kolejowa)
Karłowice – stacja kolejowa w miejscowości Karłowice, w województwie opolskim, w powiecie opolskim, w gminie Popielów, w Polsce.

## Ruch pasażerski
| Rok  | Wymiana pasażerska na dobę |
| ---- | -------------------------- |
| 2017 | 50-99                      |
| 2022 | 10-19                      |

## Połączenia
- Opole Główne
- Jelcz-Laskowice